# وافور

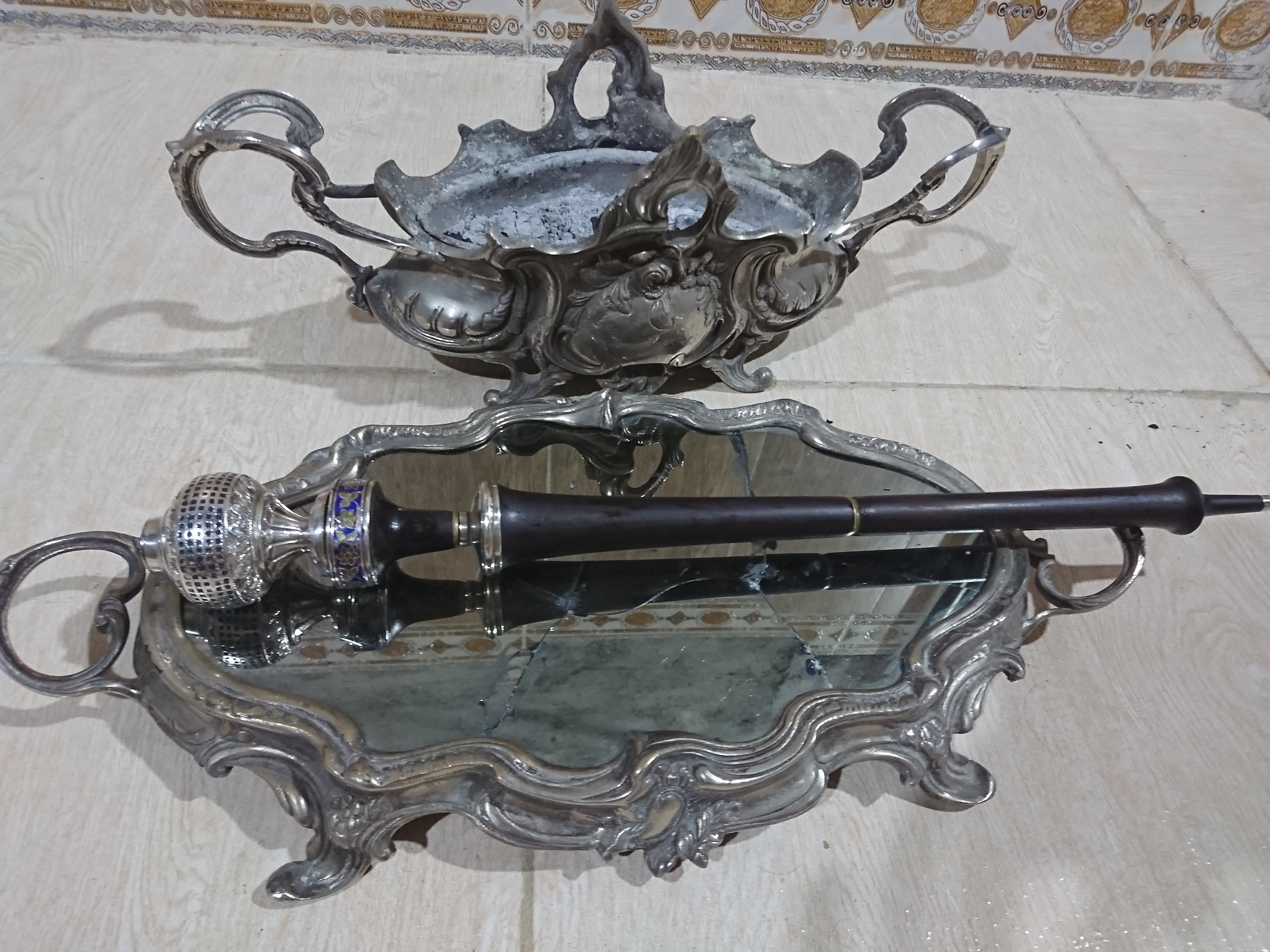

وافور که گاهی بافور تلفظ می‌شود ابزاری برای کشیدن و تدخین تریاک است. وافور از یک لوله چوبی خراطی شده، یک حقه (گلدانی) و بست و واشر و یراق برای اتصال این دو بخش تشکیل شده‌است. امروزه مواد مخدر شیمیایی به تدریج استفاده از وافور را به حاشیه رانده‌اند. بنابراین استفاده از وافور روشی قدیمی، پر تکلف و پرهزینه محسوب می‌شود.

## تاریخچه
مصرف تریاک به وسیله وافور در ایران پیشینه زیادی نداشته و از دو قرن تجاوز نمی‌کند؛ ولی به‌طور یقین استفاده از وافور در ابتدای سلطنت ناصرالدین‌شاه در ایران رواج داشته‌است.
در دوره رواج تریاک کشی در ایران، برخی قهوه‌خانه‌ها، خدمات منقل و وافور را نیز به مشتریان ارائه می‌دادند. در دوره ناصرالدین‌شاه، برای نخستین بار، تصویر وی بر روی حقه‌های چینی و سرامیکی نقش گردید.
گسترش استفاده از وافور در ایران چنان زیاد بود که برخی از اعیان، اتاقی در منزل را به این منظور اختصاص داده و به آن «وافورخانه» گفته می‌شد.

## اجزای وافور
بهترین نوع لوله وافور، از چوب ریشه درخت کهور ساخته می‌شود. این درخت نوعی درخت کویری است و در اطراف جیرفت وبم  و در شهرستان‌های کهنوج و فاریاب و ریگان می‌روید. به بخش انتهایی لوله وافور که به دهان گذاشته می‌شود، «پستانک» می‌گویند.
حقه یا دُوره کوزه سفالی، سرامیکی یا چینی بسیار کوچکی است که بر سر لوله چوبی وافور نصب می‌شود. این وسیله توخالی بوده و سوراخ ریزی بر کناره خود دارد که دود تریاک از این سوراخ وارد آن می‌شود. در گذشته تردستان حقه‌ها را در جلوی خود چیده و اشیای کوچک را در زیر آن‌ها می‌گذاشتند و به نظر می‌رسید که این اشیا ناپدید شده یا تبدیل به چیز دیگری شده‌اند. به این تردستان «حقه‌باز» گفته می‌شود. حقه به وسیله یک بست فلزی به لوله متصل می‌شود. «بست گرفتن» از اصطلاحات وافوریان است.

## روش استفاده
استفاده از منقل و وافور، متداول‌ترین روش برای دود کردن تریاک است. در این روش، تریاک به وسیله زغال داغ، نزدیک به سوراخ حقه سوزانده می‌شود و دود ناشی از سوختن تریاک، پس از عبور از سوراخ حقه، وارد حقه شده و سرد می‌شود. سپس از طریق لوله چوبی به سیستم تنفسی فرد کاربر وارد می‌شود. از آنجا که میزان مصرف تریاک در صورت استفاده از وافور بسیار بیشتر از سایر روش‌های مصرف است، بنابراین مصرف‌کنندگان تریاک را در مقیاس «لول» (۱۶ تا ۲۰ گرم) یا سیر (۷۵ گرم) و در برخی شهرها (رفسنجان، کرمان، زرند،راور.شهربابک،بم) مثقال (۴/۶ گرم) تهیه می‌کنند.

## محصول جانبی
هنگام به‌کارگیری تریاک، بخشی از دود حاصل که دارای ناخالصی است، به‌صورت نیمه مذاب در داخل حقه باقی مانده و جامد می‌شود. این محصول بعد از سرد شدن از داخل حقه جدا می‌گردد. به این محصول جانبی «سوخته تریاک» گفته می‌شود. سوخته تریاک پس از عمل آوری، به «شیره» که یک مخدر بسیار قوی است تبدیل شده و توسط وسیله دیگری به نام «نگاری» مورد مصرف قرار می‌گیرد.

## در ایران
بر اساس ماده ۲۰ قانون مبارزه با موادمخدر هر کس آلات و ادوات مخصوص تولید یا استعمال مواد مخدر را تولید کند به پرداخت پنج برابر قیمت آلات و ادوات مزبور یا پنج تا بیست ضربه شلاق محکوم می‌شوند.

## فرهنگ فارسی
واژه وافور شاید از ریشه vapeur فرانسوی به معنای بخار باشد. واژه وافور در شعر و نثر فارسی در آثار نویسندگانی مانند صادق چوبک، فریدون توللی، حسین مسرور، ملک الشعرا بهار و ایرج میرزا ،صادق هدایت و سیمین دانشور کاربرد زیاد دارد. به آثاری که به جد و طنز در مذمت تریاک آفریده شده‌اند، «وافوریه» گفته می‌شود.